# Magdalena Celmer
Magdalena Celmer (ur. 7 stycznia 1992) – polska aktorka i scenarzystka. Absolwentka Wydziału Aktorskiego PWSFTViT w Łodzi (2017).

## Teatr
Teatr Studyjny PWSFTviT w Łodzi
- 2016: Laleczka jako Ciocia Róża Comfort

Teatr Polski w Bydgoszczy
- 2016: Żony stanu, dziwki rewolucji, a może i uczone białogłowy
- 2017: Komuna Paryska
- 2017: Bóg w dom
- 2017: Solidarność. Rekonstrukcja
- 2017: Workplace – obsada aktorska oraz asystentka reżysera

Biennale w Warszawie
- 2018: Globalna wojna domowa

## Filmografia

### Filmy fabularne
- 2015: Powrót (film krótkometrażowy)
- 2016: Kryształowa dziewczyna jako Wiesia, siostra Adriana
- 2016: Czułość jako Agata, znajoma Marii
- 2017: Wspólna kamienica (film krótkometrażowy)
- 2019: Zgniłe uszy jako Marzena
- 2019: Wszystko dla mojej matki jako Sandra

### Etiudy szkolne
- 2013: Impuls jako dziewczyna
- 2014: Źle nam z oczu patrzy
- 2014: Zbrodnia i kara
- 2014: Sto lat szefie! jako Maja
- 2014: Prawie nic
- 2014: Afterburn
- 2015: Siódmy kolor czerwieni jako Agnieszka
- 2015: Dogrywki nie będzie jako Justyna
- 2017: Otwórz mi jako Olga
- 2017: 22080 godzin 10 minut jako Ala
- 2018: Mała jako mama
- 2019: Me Voy
- 2019: Love Machines jako Marysia

### Seriale telewizyjne
- 2014: Prawo Agaty jako Ola Malik (odc. 79)
- 2016: Na Wspólnej jako Pati (odc. 2247, 2261)
- 2016: Na noże jako Małgorzata, charakteryzatorka podczas sesji zdjęciowej Jacka Majchrzaka (odc. 9)
- od 2018: Na dobre i na złe jako Wera

### Scenariusz
- 2019: Zgniłe uszy

## Nagrody
- 2016: Główna Nagroda Aktorska za rolę Cioci Róży Comfort w spektaklu Laleczka na 34. Festiwalu Szkół Teatralnych w Łodzi
- 2016: Nagroda zespołowa dla zespołu spektaklu Laleczka na 34. Festiwalu Szkół Teatralnych w Łodzi
- 2017: Nagroda zespołowa jury społecznego dla aktorek za role w spektaklu Żony stanu, dziwki rewolucji, a może i uczone białogłowy z Teatru Polskiego w Bydgoszczy w uznaniu „za grę zespołową, potęgującą emocjonalny przekaz oraz budującą poczucie wspólnoty” na 57. Kaliskich Spotkaniach Teatralnych
- 2019: Nagroda za scenariusz filmu Zgniłe uszy za „twórcze, sprawne wodzenie widza za nos i wytarganie za uszy” na Koszalińskim Festiwalu Debiutów Filmowych „Młodzi i Film”